# Georges de Porto-Riche
Georges de Porto-Riche, född 20 maj 1849 i Bordeaux, död 5 september 1930 i Paris, var en fransk dramatiker.
I sitt tidiga författarskap odlade Porto-Riche både vers och romantiskt drama. Sin stora framgång nådde han genom den moderna psykologiska dramatik, som han 1898 samlade under titeln Théâtre d'amour. Samlingen innehåller de berömda skådespelen Le chance de Françoise (1889), L'infidèle (1893), L'amoureuse (1891, svensk översättning "Så mycket kärlek" 1920) och Le passé (1897). Samma stil utmärker pjäserna Les Malefilâtre (1904), Le vieil homme (1911) och Le marchand d'estampes (1918). Anatomie sentimentale kallade Porto-Riche ett 1920 utgivet urval av sina alster. Hans människoskildringar syftar främst till analys av känslokonflikter. Även formellt hade Porto-Riche betydelse som skapare av det intima, intensiva drama som senare kom att odlas av Paul Géraldy och Paul Raynal. Han invaldes 1923 i Franska akademien.